# Kybos dworakowskii
Kybos dworakowskii är en insektsart som beskrevs av Mitjaev 1980. Kybos dworakowskii ingår i släktet Kybos och familjen dvärgstritar.
Artens utbredningsområde är Kazakstan. Inga underarter finns listade i Catalogue of Life.